# Boi Morto
Boi Morto est un quartier de la ville brésilienne de Santa Maria, Rio Grande do Sul. Le quartier est situé dans district de Sede.

## Vilas
Le quartier possède les vilas suivantes : Boi Morto, Rincão dos Bentos, Vila Boi Morto, Vila Cauduro, Vila Querência, Vila Santa Catarina.